# Estadio Francisco Morazán
Das Estadio Francisco Morazán ist ein Fußballstadion in der honduranischen Stadt San Pedro Sula. Es ist ein offizielles Stadion für Spiele der nationalen Fußballliga in Honduras, aber auch für internationale Spiele und internationale Fußballwettbewerbe CONCACAF und der FIFA.
Derzeit ist es die Spielstätte des Real Club Deportivo España und manchmal des Club Deportivo Marathón. Es wird aber auch für andere Aktivitäten, wie Konzerte, religiöse Feste, Paraden und Ähnliches verwendet. Es hat laut den FIFA Vorschriften eine Kapazität von 18.000 Plätzen, laut dem honduranischen Fußballverband jedoch eine Kapazität von 21.500 Plätzen.